# Sidi Mansour
À ne pas confondre avec Sidi Mansour, commune rurale marocaine. Voir aussi Mansour.
 (août 2010).
Si vous disposez d'ouvrages ou d'articles de référence ou si vous connaissez des sites web de qualité traitant du thème abordé ici, merci de compléter l'article en donnant les références utiles à sa vérifiabilité et en les liant à la section « Notes et références ».
Sidi Mansour, né à Sfax en Tunisie, est un marabout du XVIIe siècle qui a grandement influencé la vie religieuse et politique de la Grande Kabylie.
Ayant traversé une bonne partie du Maghreb, il s'était arrêté en Kabylie pour un long pèlerinage à Tizi-Berth.
À la sortie de son pèlerinage à Tizi-Berth chez les Aït Zikki, Sidi Mansour s'installa à Yakouren chez les Aït Ghobri. Le nombre des pèlerins qui venaient le visiter était tel que cela incommoda fortement les habitants de cette région qui lui demandèrent de partir.
C'est dans la tribu voisine de Aït Djennad qu'il trouvera finalement l'hospitalité puisqu'il s'installera dans le village de Timizart jusqu'à la fin de sa vie en 1647.
Sidi Mansour est le père fondateur de la deuxième zaouïa de Kabylie après celle de Chorfa n'Bahloul. Cette zaouïa, aujourd'hui vieille de quatre siècles, occupe une surface de 70 hectares avec en son sein une mosquée, une koubba (de l'arabe koubba, « coupole » : monument édifié sur la tombe d'un personnage vénéré), cinq dortoirs utiles pour loger les tolba, un réfectoire, un magasin et plusieurs salles de cours.
La zaouïa de Sidi Mansour  est reconnue comme étant la plus démocratique. En effet, depuis 2002, elle est gérée par une association composée des représentants des neuf grandes familles du village de Timizart et d'un comité de coordination, lui-même composé de deux représentants de chacun des cinquante-six villages que compte la tribu des Aït Djennad.